# Schron nad Zakosistą
Schron nad Zakosistą – jaskinia, a właściwie schronisko, w Dolinie Kościeliskiej w Tatrach Zachodnich. Wejście do niej położone jest na lewym orograficznie zboczu Wąwozu Kraków w jego środkowej części, w ścianie Wielkiej Turni, w pobliżu Jaskini Zakosistej i Schronu przy Zakosistej, na wysokości 1310 m n.p.m. Długość jaskini wynosi 4,5 metrów, a jej deniwelacja 3,5 metrów.

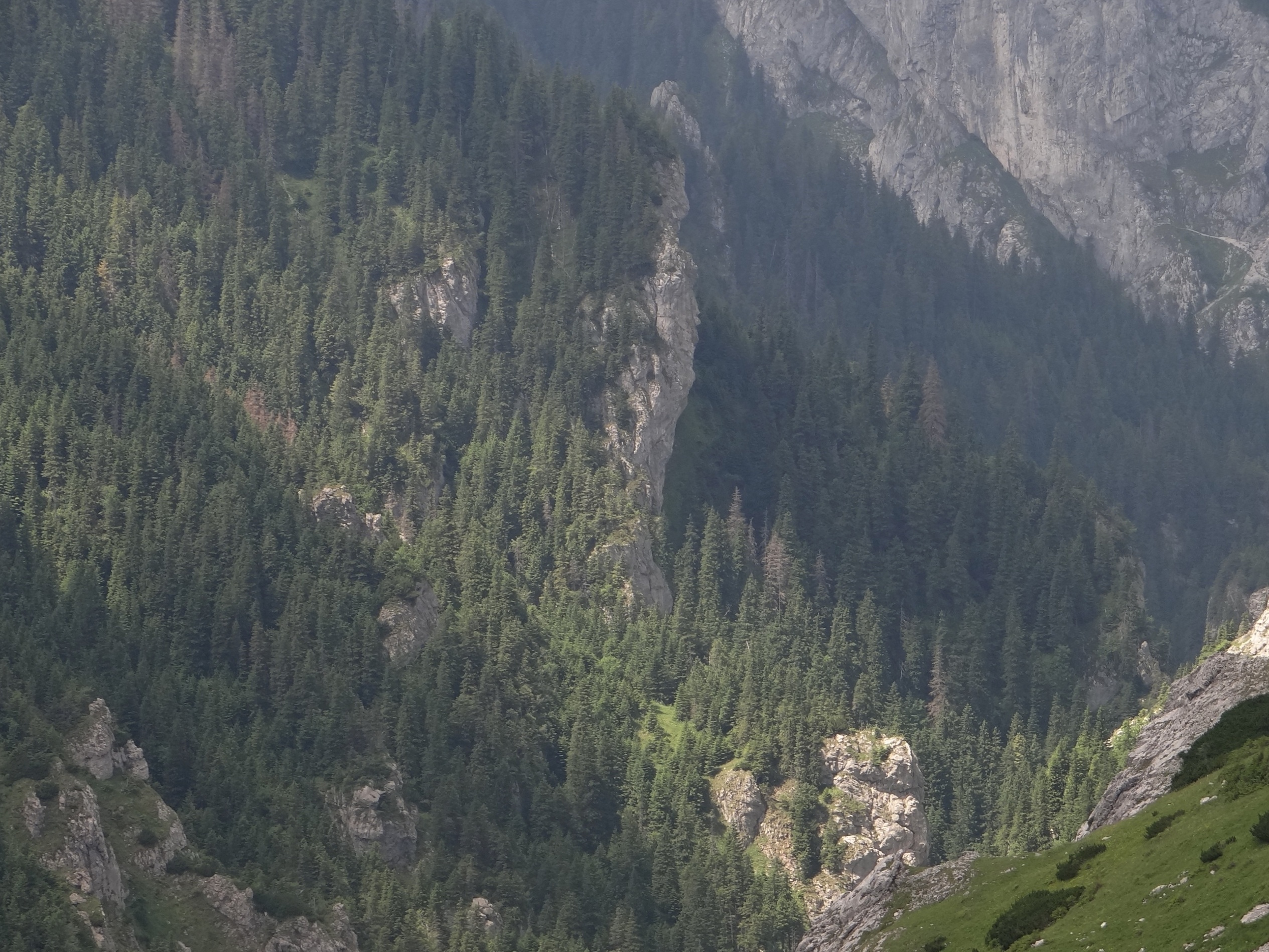
Przewieszona ściana Wielkiej Turni

## Opis jaskini
Jaskinię stanowi szczelinowy, idący do góry korytarzyk zaczynający się w trójkątnym otworze wejściowym, a kończący szczeliną nie do przejścia.

## Przyroda
W jaskini brak jest nacieków. Ściany są suche, rosną na nich paprocie, mchy i porosty.

## Historia odkryć
Jaskinia była prawdopodobnie znana od dawna. Jej pierwszy plan i opis sporządzili J. Nowak i M. Pawlikowski w październiku 2006 roku.